# Shaaw Tláa
Shaaw Tláa, aussi connue sous le nom de Kate Carmack (c. 1857 - 29 mars 1920), était une femme Tagish née près du lac Bennett. Elle vivait avec ses parents et sept frères et sœurs près de Carcross  au Yukon. Son père, Kaachgaawáa, était à la tête du clan des corbeaux tlingit , tandis que sa mère, Gus'dutéen, était membre du clan des loups de Tagish. Son nom en tlingit signifie "mère en gumboot ".
Jeune femme, elle a épousé son cousin germain, Kult'ús. Au début des années 1880, son mari et leur petite fille moururent de la grippe en Alaska. À ce moment-là, Shaaw Tláa revint dans son village. C'est à cet endroit qu'en 1887 que Keish (Skookum Jim Mason), frère de Shaaw Tláa , et son neveu, Dawson Charlie (K̲áa Goox̱) ont commencé un partenariat avec un américain, George Carmack, dans le domaine du transport de marchandises, de la chasse et de la prospection. Elle est devenue la femme de Carmack dans l'année. Elle a pris le nom de Kate Carmack.
À partir de 1889, et pendant six ans, le couple vit dans la région de Forty Mile. Carmack a prospecté, piégé et échangé, tandis que Shaaw Tláa confectionnait des vêtements d'hiver qu'elle vendait à des mineurs. Ils eurent une fille, Graphie Grace Carmack (née en 1893 à Fort Selkirk ).

## Découverte de l'or
Kate et son mari pêchaient le saumon à l'embouchure de la rivière Klondike en août 1896, lorsqu'un groupe menée par son frère et deux de ces neveux, vint la chercher. Le groupe découvre ensuite de l’or à Rabbit Creek (renommé plus tard Bonanza Creek ), déclenchant la ruée vers l'or du Klondike. Certains récits affirment que c'est Kate qui a fait la découverte.
Après être devenus riches, les Carmacks ont déménagé à Hollister, en Californie , pour vivre avec la sœur de Carmack, Rose Watson (devenue Rose Curtis). Par la suite, Carmack quitte la Californie laissant derrière Kate, Graphie. Kate et Graphie sont restés avec Rose.
George Carmack a épousé Marguerite Laimee en 1900 à Olympia (Washington). Kate, incapable de prouver qu'elle était l'épouse légitime de George, est revenue à Carcross en juillet.

## Dernières années
Keish lui construisit une cabane près de chez lui et sa fille, Graphie, fréquenta les pensionnats de Carcross et de Whitehorse dirigés par Mgr William Carpenter Bompas, avant que Graphie ne déménage à Seattle.
Elle est morte tragiquement lors de la grippe de 1918 à Carcross.